# Lower Allen
Lower Allen é uma Região censo-designada localizada no estado norte-americano de Pensilvânia, no Condado de Cumberland. 
A população era de 6.694 no censo de 2010. Faz parte da área estatística metropolitana de Harrisburg-Carlisle.

## Demografia
Segundo o censo norte-americano de 2000, a sua população era de 6619 habitantes.

## Geografia
De acordo com o United States Census Bureau tem uma área de
6,1 km², dos quais 6,1 km² cobertos por terra e 0,0 km² cobertos por água.

## Localidades na vizinhança
O diagrama seguinte representa as localidades num raio de 8 km ao redor de Lower Allen.